# Viktor Grigorovič
Viktor Ivanovič Grigorovič (rusky Виктор Иванович Григорович), též Viktor Ivanovyč Hryhorovyč (ukrajinsky Віктор Іванович Григорович), známý v ruské formě jména (30. dubnajul./ 12. května 1815greg. Balta – 19. prosincejul./ 31. prosince 1876greg. Kropyvnyckyj) byl ukrajinský filolog a slavista, historik, profesor na univerzitách v Kazani, Moskvě a Oděse.

## Životopis
Narodil se ve městě Balta v Podolské gubernii v četnické rodině; jeho otec byl národností Ukrajinec a matka Polka.
Mezi osmým a patnáctým rokem studoval na řeckokatolické škole v Umani. V letech 1830 – 1833 studoval na filozofické fakultě Charkovské univerzity, kde absolvoval eticko-filologický obor a poté nastoupil do zaměstnání v Petrohradě. Po několika měsících podal výpověď a v lednu 1834 se stal studentem Tartuské univerzity, kde studoval klasickou filologii. Na začátku roku 1839 byl poslán na Kazaňskou univerzitu, aby se připravoval na katedře historie a literatury slovanských dialektů. Magisterský titul získal v únoru 1843 za svoji práci Výzkum výkladu literatury Slovanů v nejdůležitějších obdobích (Опыт изложения литературы словен в её главнейших эпохах). Současně se studiem vyučoval v letech 1839 – 1841 na univerzitě řečtinu.
Mezi srpnem 1844 a dubnem 1849 podnikl zahraniční studijní cestu. Dle jeho slov vedla z Cařihradu a Soluně, přes Athos, Makedonii, Thrákii, Médii, neboli zemi bulharskou, k Dunaji; pak přes Valašsko do Rakouského císařství - Banátem a zejména Uhry do Vídně a odtud na jih do Kraňska, Benátek, Dalmácie, Černé Hory, Chorvatska, Slavonie; dále na sever na Moravu a do Čech; přes Drážďany, Lipsko, Berlín a Královec se vrátil do vlasti. Cestou po západoslovanských zemích získal řadu cenných rukopisů, například Rilské fragmenty, Mariánský kodex, Ohridské evangelium, Chludovský žaltář a také po něm nazvaný parimejník, které přivezl do Ruska.
V květnu 1847 byl jmenován mimořádným profesorem Kazaňské univerzity. V roce 1848 publikoval Nástin vědeckého cestování po evropském Turecku (Очерк учёного путешествия по Европейской Турции) a v říjnu téhož roku byl během personálních rozporů na Moskevské univerzitě jmenován tamějším řádným profesorem historie a literatury slovanských dialektů. Zde přednášel během prvního semestru akademického roku 1849/1850, ale již v prosinci 1849 se vrátil na Kazaňskou univerzitu na místo profesora. V roce 1851 byl Grigorovič zvolen dopisujícím členem Petrohradské akademie věd. Kromě Kazaňské univerzity přednášel v letech 1854 – 1856 slavistiku na Kazaňské teologické akademii. V Kazani učil až do září 1863, kdy mu byl udělen titul doktora honoris causa slovansko-ruské filologie, a poté odešel do důchodu.
Od 1. května 1865 do roku 1876 vedl katedru slavistiky na Novoruské univerzitě v Oděse a byl prvním děkanem fakulty historie a filologie. 23. prosince 1866 byl jmenován státním radou. V roce 1876 se stal čestným členem Moskevské univerzity. Téhož roku odešel jako zasloužilý profesor do důchodu a poté se v září odstěhoval do Jelisavetgradu, kde zemřel 19.(31.) prosince.

## Dílo

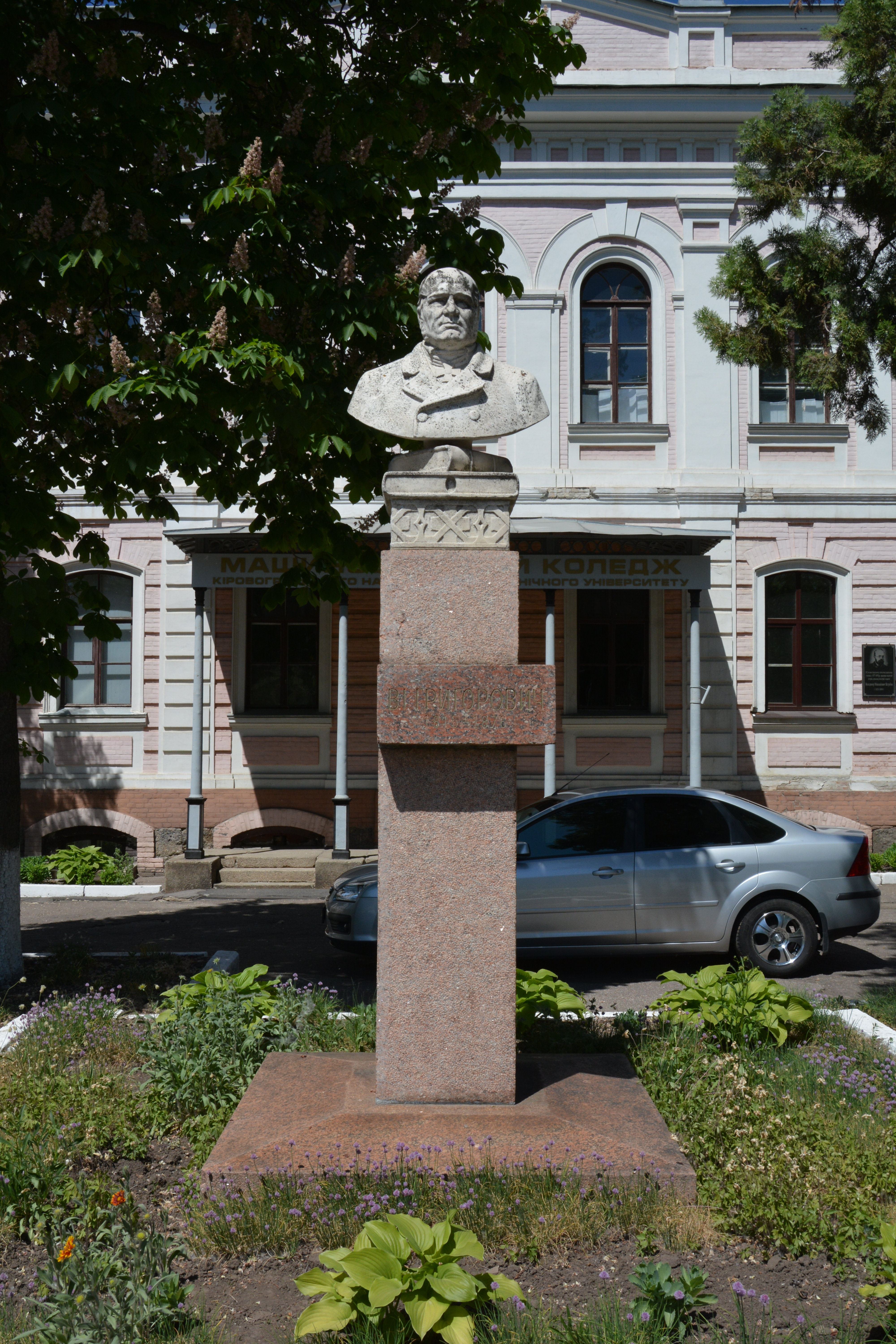
Pomník Grigoroviče v Kropyvnyckém

- Stručný přehled slovanských literatur (Краткое обозрение славянских литератур)
- Výzkum výkladu literatury Slovanů (Опыт изложения литературы словен), 1844
- Články týkající se staroslovanského jazyka (Статьи, касающиеся древнего словянского языка), 1852
- O Srbsku v jeho vztahu k sousedním státům, především ve XIV. a XV. století (О Сербии, в ее отношениях к соседним державам, преимущественно в XIV и XV столетиях), proslov z 10. června 1858, vydáno 1859
- Poznámka o příručkách ke studiu jihoruské země, které jsou ve Vojenském vědeckém archivu generálního štábu (Записка о пособиях к изучению южно-русской земли, находящихся в Военно-ученом архиве Главного штаба), 1876
- Náčrt cestování v evropském Turecku (Очерк путешествия по Европейской Турции), 1877
- Slovanské starožitnosti (Славянские древности), přednáškový kurz - Varšava, 1882
- Zprávy V. I. Grigoroviče o jeho cestě slovanskými zeměmi (Донесения В. И. Григоровича об его путешествии по славянским землям), Kazaň, 1915
- Shromážděná díla Viktora Ivanoviče Grigoroviče (1864-1876) (původním názvem: Собрание сочинений Виктора Ивановича Григоровича (1864-1876)). Redakce Popruženko, Michail. G.. Oděsa: Историко-филологическое общество при имп. Новороссийском университете, 1916. 448 s. Dostupné online. (rusky)

## Ocenění
- Řád svatého Stanislava 2. třídy s carskou korunou (1859)
- Řád svaté Anny 2. třídy s carskou korunou (1862)
- Řád svatého Vladimíra 3. třídy (1870)
- Řád svatého Stanislava 1. třídy (1872)
- Řád svaté Anny 1. třídy (1874)